# Скшипек, Юзеф
Юзеф Скшипек (17 сентября 1905 — 29 июня 1974) — польский историк-медиевист, исследователь польской прессы. Профессор (1959).

## Биография
Родился в городе Кристинополь в семье железнодорожника. Гимназию окончил в г. Тернополь. В 1924—1929 годах изучал историю во Львовском университете. В 1932 защитил докторскую диссертацию на тему: «Zygmunt Luksemburczyk i jego polityka wobec Mołdawii, Wołoszczyny i Turków na tle stosunków polsko-litewskich z uwzględnieniem spraw tatarskich, Rusi Czerwonej i Podola w latach 1386—1399» (руководитель — проф. С. Закшевский). Член Общества исследования обороны Львова и юго-восточных воеводств (1932).
С 1936 — сотрудник Института новейшей истории им. Ю.Пилсудского в Варшаве. В 1947—1949 гг. преподавал в Академии политических наук. в 1948-49 — вице-директор Национальной библиотеки в Варшаве. В 1949 получил хабилитацию в университете Коперника в г. Торунь (ныне один из центров Куявско-Поморского воеводства, Польша). В 1950—1953 и 1957—1960 годах преподавал в Варшавской высшей педагогической школе. С 1953 — сотрудник Исторического музея города Варшавы. В 1954 — сотрудник Института истории материальной культуры Польской АН. С 1957 преподавал в Военной политической академии в Варшаве. С 1959 — работник, с 1960 — руководитель Отдела истории польских периодических изданий 19-20 веков Польской АН. С 1955 — доцент, с 1959 — профессор.
Основатель (1962) и главный редактор издания «Rocznika История Czasopiśmienstwa Polskiego». Исследовал восточнославянское средневековье («Usunięcie Fedora Koriatowicza z Podola w 1393 r.» (1934), «Południowo-polityka wschodnia Polski od koronacji Jagiełły do śmierci Jadwigi i bitwy nad Worsklą (1386—1399)» (1936), «Studia nad pierwotnym pograniczem polsko-w ruskim rejonie Wołynia i grodów czerwieńskich»; 1962), польско-украинские взаимоотношения («Materiały do bibliografii история obrony Lwowa i województw południowo-wschodnich» (1935), «Zagadnienie ukraińskie w pracach Leona Wasilewskiego» (1938), «Ukraińcy w Austrii podczas Wielkiej Wojny i geneza zamachu na Lwów»; 1939), новейшую историю Польши («Bitwa pod Nikopolis» (1937), «Bitwa nad rzeką Świętą» (1938), «Źródła do zamachu stanu w 1919 r.» (1959), «Udział wojska w zamachu styczniowym 1919 r.», 1962), польскую прессу 19-20 вв. («Bibliografia pamiętników polskich do 1964 r.», 1976). Был автором учебников «Historia polityczna Polski XIX i XX wieku» (1948) и «Historia wieków średnich: Epoka feudalizmu» (1951).
Умер в Варшаве.